# Jude
Jude è un film del 1996 diretto da Michael Winterbottom, basato sul romanzo Jude l'Oscuro di Thomas Hardy.
È stato presentato nella Quinzaine des Réalisateurs del 49º Festival di Cannes.

## Trama
Sul finire dell'800, Jude Fawley è costretto da alcune circostanze a un lavoro come scalpellino e a un matrimonio infelice con una ragazza di campagna, Arabella. Qualche mese più tardi si dirige nella sua città di origine dove incontra la sua bella cugina, Sue Bridehead di cui si innamora. Sue decide invece di sposare il vecchio maestro della scuola di Jude, Mr Phillotson, dopo che Jude le dice di essere sposato con Arabella. Il matrimonio di Sue e Phillotson però non è un successo così Sue lascia il marito per unirsi a Jude e hanno due figli, a cui poi si aggiunge il primo figlio di Jude. Jude riesce a farsi accettare all'Università che ha sempre desiderato frequentare ma a cui non era mai stato ammesso a causa della bassa classe sociale di appartenenza.
Il giorno dopo Sue e Jude scoprono che Juey, il figlio di Jude avuto da Arabella, ha soffocato e ucciso i suoi fratellastri prima di suicidarsi tramite impiccagione. Jude e Sue cadono in una profonda depressione dopo la morte dei loro figli e Sue crede che la morte dei loro figli sia il risultato del giudizio di Dio per la loro relazione incestuosa e per essere non sposati. Sue così decide di tornare da Phillotson, che lei trova sessualmente ripugnante, ma che è il marito vero agli occhi di Dio. Un anno dopo la morte dei loro figli, Jude e Sue si incontrano sulle tombe dei loro figli deceduti e Jude le domanda se lei lo ami ancora. Dopo un bacio appassionato tra le lacrime, i due si allontanano e non si vedranno mai più.